# Fakahotu Corona
Fakahotu Corona est une corona, formation géologique en forme de couronne, située sur la planète Vénus par 59,1° N et 106,4° E. Elle est localisée dans le quadrangle de Meskhent Tessera. Elle a été nommée en référence à Fakahotu, mère Tuamotu de la Terre. 

## Géographie et géologie
Fakahotu Corona couvre une surface circulaire d'environ 290 km de diamètre. 